# Charles Koech
Charles Koech (27 juli 1983) is een Keniaans atleet, die gespecialiseerd is in de lange afstand.
In 2006 won hij de Bredase Singelloop in een tijd van 1:01.48, 10 km wedstrijd op de marathon van Leiden in een tijd van 28.00 en in oktober Athloscross. Op de Zevenheuvelenloop werd hij vijfde met een tijd van 42.57.
In 2007 liep hij 1:01.26 op de City-Pier-City Loop.

## Persoonlijke records
| Onderdeel      | Prestatie | Datum             | Plaats    |
| -------------- | --------- | ----------------- | --------- |
| 10 km          | 27.56     | 2 juni 2007       | Groesbeek |
| 15 km          | 42.58     | 19 november 2006  | Nijmegen  |
| 20 km          | 58.08     | 17 maart 2007     | Den Haag  |
| halve marathon | 1:01.27   | 17 maart 2007     | Den Haag  |
| 25 km          | 1:15.21   | 30 september 2007 | Berlijn   |

## Palmares

### 10 km
- 2006:  Marathon van Leiden - 28.00
- 2006:  Dwars door Dongen - 29.06
- 2007:  Parelloop - 28.37
- 2007:  Stadsloop Appingedam - 28.32
- 2007:  Zwitserloot Dakrun - 27.56

### 15 km
- 2006:  Posbankloop - 43.50
- 2006: 4e Montferland Run - 44.07
- 2006: 5e Zevenheuvelenloop - 42.58

### 10 Engelse mijl
- 2007:  Zeebodemloop in Lelystad - 47:24

### Halve marathon
- 2006:  halve marathon van Zwolle - 1:03.35
- 2006:  Bredase Singelloop - 1:01.48
- 2007: 9e City-Pier-City Loop - 1:01.27
- 2015:  12e halve marathon van Ras al-Khaimah - 01:05.59

### Marathon
- 2008: 5e Marathon van Seoel - 2:08.33